# Jesus Gámez
Jesús Gámez Duarte (né le 10 avril 1985 à Fuengirola) est un footballeur espagnol. Il joue comme arrière droit.

## Biographie
Formé à Malaga CF, il quitte le club andalou à l'été 2014 et signe 3 ans avec le champion d'Espagne, l'Atlético Madrid.

## Carrière
- 2005-2014 :  Málaga CF
- 2014-2016 :  Atlético Madrid
- 2016-2018 :  Newcastle United

## Palmarès

### En club
- Newcastle United
  - Champion d'Angleterre de D2 en 2017.

### Équipe Nationale
- Espagne
  - 2005 : Vainqueur des Jeux méditerranéens